# 1745
1745. је била проста година.

## Догађаји

### Април
- 16. април — Битка код Калодена

### Мај
- 11. мај — Битка код Фонтноа

### Јун
- 4. јун — Битка код Хоенфридберга

## Рођења

### Фебруар
- 18. фебруар — Алесандро Волта, италијански физичар. († 1827)

## Смрти

### Јануар
- 20. јануар — Карло VII, цар Светог римског царства

### Септембар
- 19. октобар — Џонатан Свифт, енглеско-ирски књижевник